# Bartramia asperrima
Bartramia asperrima là một loài rêu trong họ Bartramiaceae. Loài này được Müll. Hal. ex E. Britton Müll. Hal. mô tả khoa học đầu tiên năm 1897.